# Gerhard H. Eggetsberger
Gerhard H. Eggetsberger (* 1954) ist ein österreichischer Autor.

## Leben
Eggetsberger studierte Biochemie und Psychologie und bezeichnet sich selbst als Biofeedbacktrainer.
Er ist Autor mehrerer Bücher, in denen er selbst entwickelte Konzepte zum Mentaltraining vorstellt.

## Veröffentlichungen (Auswahl)
- Das neue Kopftraining der Sieger. Die Entdeckung und Nutzung des psychogenen Hirnfeldes. 6. Auflage, Orac, Wien 1991, ISBN 3-7015-0358-3
- Kopftraining macht gesund. Verbesserung der Heilungschancen und zur Förderung der Gesundheit. Orac, Wien 1991, ISBN 3-7015-0277-3
- Lerntraining für Kids. Beseitigt Lernprobleme und vermindert den Schulstress. Orac, Wien 1997, ISBN 3-7015-0372-9
- Power für Paare. Wie Sie mit dem PcE-Training Ihr gemeinsames Lust-Erleben steigern. Orac, Wien 1997, ISBN 3-7015-0381-8
- Geheime Lebensenergien. PcE-Trainingsprogramm zur Aktivierung der inneren Kraft. Orac, Wien 1998, ISBN 3-7015-0364-8 und als Taschenbuch: München: Knaur, 1998, ISBN 3-426-86178-X
- Charisma Training. Zum gezielten Aufbau eines überzeugenden Persönlichkeitsprofils. Orac, Wien 1993, ISBN 3-7015-0291-9
- Biofeedback – Heilung durch Körpersignale, Hilfe bei: Muskelverspannungen, Migräne, Ängste, Sexualstörungen, u.v. a.m. Perlen Reihe, Wien 1994, ISBN 3-85223-257-0
- Hypnose, die unheimliche Realität. Perlen Reihe, Wien 1992, ISBN 3-85223-249-X
- Power für den ganzen Tag. Sieben Übungen zur Steigerung der Lebensenergie. 7. Auflage, Orac, Wien 1993, ISBN 3-7015-0350-8 PDF-Datei